# Nawałnica mieczy
Nawałnica mieczy (ang. A Storm of Swords) – trzecia część cyklu fantasy Pieśń lodu i ognia amerykańskiego pisarza George’a R.R. Martina. Pierwsze wydanie, w języku angielskim, pochodzi z 2000 roku. Polskie tłumaczenie wydała w 2002 roku oficyna Zysk i S-ka.
Nawałnica mieczy jest dłuższa niż poprzednie tomy. Z tego powodu została podzielona na dwie części. Pierwsza została wydana pod nazwą Stal i Śnieg, zaś druga – Krew i Złoto.
Nawałnica mieczy wygrała w 2001 roku Nagrodę Locusa, a w 2002 – Nagrodę Geffena dla najlepszej powieści fantasy. W 2001 roku była nominowana do Nagrody Nebula. Jako pierwsza powieść z całej sagi została nominowana do jednej z najbardziej prestiżowych nagród z dziedziny literatury fantasy – Nagrody Hugo, jednakże przegrała z powieścią Harry Potter i Czara Ognia.

## Narracja
Saga Pieśń lodu i ognia jest opowieścią widzianą oczyma wielu ludzi, często przebywających od siebie bardzo daleko. W trzeciej części sagi możemy wyróżnić dziesięciu bohaterów-narratorów oraz osoby występujące w prologu i epilogu:
- Chett – członek Nocnej Straży, opiekun psów, występuje jedynie w prologu.
- Jaime Lannister – starszy syn lorda Tywina Lannistera, bliźniaczy brat Cersei Lannister, brat Tyriona Lannistera, jeniec Króla Północy w Riverrun.
- Jon Snow – bękart, syn Neda Starka, członek Nocnej Straży.
- Catelyn Tully – wdowa po Nedzie Starku, pochodząca z rodu Tullych.
- Tyrion Lannister – młodszy syn lorda Tywina Lannistera, brat Jaimego i Cersei Lannister, karzeł, znany jako Krasnal z powodu swojego wzrostu.
- Sansa Stark – starsza córka Neda Starka, w niewoli u Lannisterów w Królewskiej Przystani.
- Arya Stark – młodsza córka Neda Starka, zaginiona i uważana za zmarłą.
- Bran Stark – syn Neda Starka, uważany za zmarłego.
- Samwell Tarly – członek Nocnej Straży, syn lorda Randylla Tarly’ego, były dziedzic Horn Hill.
- Davos Seaworth – rycerz, były przemytnik i najwierniejszy sługa Stannisa Baratheona.
- Daenerys Targaryen – córka Aerysa Obłąkanego, Zrodzona w Burzy, Matka Smoków.
- Merett Frey – członek licznej rodziny Freyów, występuje jedynie w epilogu.